# Yuri Ryazanov
Yuri Sergeyevich Ryazanov, em russo:  Ю́рий Серге́евич Ряза́нов (Vladímir, 21 de março de 1987 – 20 de outubro de 2009) foi um ginasta russo que competiu em provas da ginástica artística.
Cinco dias após ter conquistado a medalha de bronze na prova do individual geral no Campeonato Mundial em Londres, Ryazanov sofreu um acidente em uma estrada na Rússia, quando ia de Moscou para Vladímir, sua cidade natal, no dia 20 de outubro de 2009. Durante a viagem seu carro acabou entrando na contra-mão e colidiu fortemente com outro veículo que vinha em direção oposta. O ginasta faleceu no local.